# Kornhaus (Zug)

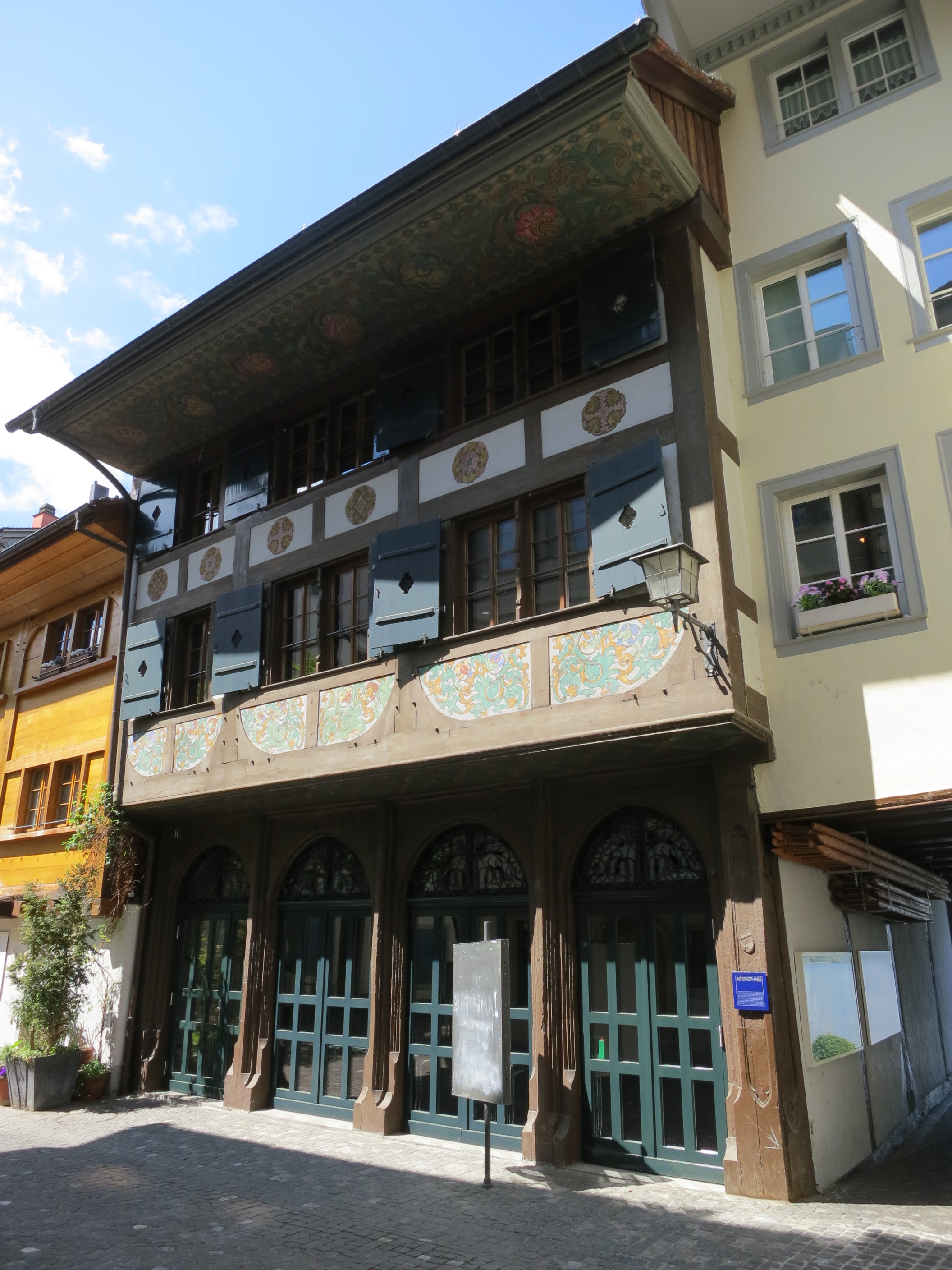
Gassenseitige Ansicht (2014)

Das «Kornhaus» wurde 1427/1428 als städtisches Kornhaus von der Schweizer Stadt Zug errichtet. Das als Kulturgut geschützte Bauwerk diente im 20. Jahrhundert unter anderem als Wohn- und Kunsthaus.

## Lage
Das Gebäude steht an der seeseitigen Seite der Gasse «Unter Altstadt» der Zuger Altstadt und hat dort die Hausnummer «14». Im rückwärtigen Anbau ist ein «Fischereimuseum» eingerichtet.

## Geschichte
Die Stadt Zug liess 1427/1428 auf zwei Parzellen ein grosses Kornhaus aus Holz erbauen. An der Stelle ist im 13. Jahrhundert ein Holzhaus nachgewiesen. Getreide durfte nur im städtischen Kornhaus gekauft oder verkauft werden. Es gab feste Verkaufszeiten, und der Verkauf war mit einer «Immi» genannten Steuer belegt. Diese wurde in Form von Getreide im Kornhaus eingelagert.
Die städtischen Vogteien waren die Kornkammer der Stadt, die 1475 die Kapelle St. Wolfgang in der Vogtei Hünenberg errichtete. Sämtliche Zehnten wurden an die Kapelle übertragen, neben Getreide gehörte auch Wein zu den Naturalabgaben. Der «Wolfgangs-Pfleger» verwaltete die Einnahmen. Im Jahr 1500 wurde das Bauwerk seeseitig verkürzt, und es erhielt einen Anbau aus Stein, der auch eine weitere Nachbarparzelle umfasste. Da das Kornhaus bald zu klein wurde, liess die Stadt 1530 oberhalb der ursprünglichen Stadtmauer einen weit grösseren Speicher errichten, der «St. Wolfgangshaus» genannt wurde. Er diente jedoch nur der Lagerung, nicht dem Verkauf von Getreide.
Im 17. Jahrhundert ist nachgewiesen, dass wiederholt Leute in Notlagen für kürzere Zeit «underschlupf» fanden und in den oberen Stockwerken wohnen konnten. Im steinernen Anbau wurde 1892 das Fischereimuseum eingerichtet. Im hölzernen Vorderhaus liess die Stadt 1916 zwei Mietwohnungen einbauen. Das Erdgeschoss wurde bis 1918 «zeitweilig» als Gantlokal genutzt.
Im Jahr 1976 stellte die Stadt das Kornhaus der 1957 gegründeten Zuger Kunstgesellschaft zur Verfügung. Es wurde für deren Zwecke umgebaut und 1977 mit einer grossen Ausstellung als erstes Zuger Kunsthaus eröffnet. Nach dem Erwerb und Umbau der Liegenschaft «Hof» zügelte das Kunsthaus Zug 1990 in eigene Räumlichkeiten. Das Kornhaus wurde 2007/2008 bauarchäologisch untersucht und einer Renovation unterzogen.

## Beschreibung und Nutzung
Der «mächtige» Bohlenständerbau hat drei Geschosse mit ursprünglichen Ständern im Erdgeschoss. Die Obergeschosse kragen zur Gasse vor und zeigen «eine in den 1920er-Jahren der originalen Fassade vorgeblendete Nachahmung». Deren Zierde sind florale Malereien im Stil des 16. Jahrhunderts. Im Kern stammt das Gebäude von 1427/28, und viele Holzbauteile sind im Inneren ursprünglich. Dazu gehören eine «schöne» Holzsäule mit Unterzug im Erdgeschoss sowie originale Ständer und Wandbohlen in den Obergeschossen. Nuten machen die kleinteilige Aufteilung der Bauzeit ablesbar. Der obere Gerüstabschluss mit Bundrähmen, Ankerbalken und Verstrebungen ist sichtbar. Am Dachstuhl sind die Bauphasen noch sichtbar.

## Kulturgut und Nutzung
Das Kornhaus prägt die Fassadenflucht und gibt einen Eindruck, wie die Stadt im 15. Jahrhundert ausgesehen hat. Es gilt als «typisches Stadthaus jener Zeit». Die Informationstafel am Gebäude gehört zum Projekt «Hinter den Fassaden» des Stadtarchivs, das Gebäude hat dort die Nummer «2» (Graue Folge). Es ist als «Kaufhaus» in das Inventar der Kulturgüter von regionaler Bedeutung eingetragen und unter Schutz gestellt.
Das auch Altstadthalle genannte Bauwerk dient als Begegnungs- und Kulturraum und wird für Anlässe vermietet.

## Belege
1. 1 2 3 4 5 6 7  Stadtarchiv Zug: Kornhaus. Abgerufen am 15. August 2023.
2. ↑  Stadtarchiv Zug: St. Wolfgangshaus. Abgerufen am 27. Juli 2023.
3. ↑  B-Objekt, KGS-Nummer 07353 im Schweizerischen Inventar der Kulturgüter von nationaler und regionaler Bedeutung.

Koordinaten: 47° 9′ 56,7″ N, 8° 30′ 51,4″ O; CH1903: 681555 / 224425